# 265 Anna
265 Anna è un asteroide della fascia principale del diametro medio di circa 23,66 km. Scoperto nel 1887, presenta un'orbita caratterizzata da un semiasse maggiore pari a 2,4200870 UA e da un'eccentricità di 0,2677592, inclinata di 25,62704° rispetto all'eclittica.
Il suo nome probabilmente deriva da quello di Anna Kretschmar, coniugata Weiss, nuora del direttore dell'Osservatorio di Vienna, l'astronomo Edmund Weiss.